# Juan Nelson (mártir)
Juan Nelson, en inglés: John Nelson, (Skelton, 1535- Tyburn, 3 de febrero de 1578) fue un mártir jesuita inglés que fue ejecutado durante el reinado de Isabel I.
Nelson era de Skelton, en el condado de York. Tenía cerca de 40 años cuando partió hacia Douai en 1573 para formarse como sacerdote, en el colegio Inglés. Más tarde, dos de sus cuatro hermanos lo seguirían a Douai para convertirse en sacerdotes. Fue ordenado en Binche, en el condado de Henao, por monseñor Louis de Berlaymont, arzobispo de Cambrai, el 11 de junio de 1576. Se desconocen la fecha y el lugar de su admisión a la Compañía de Jesús. En noviembre siguiente partió hacia su misión, que parece haber sido en Londres.
Fue arrestado el 1 de diciembre de 1578 en su residencia, «a última hora de la noche mientras decía el Nocturno de los maitines para el día siguiente», y fue encerrado en la prisión de Newgate como sospechoso de papista. Escribió a los jesuitas franceses durante su encarcelamiento pidiendo permiso para ser admitido en la Compañía.
Cuando fue interrogado, aproximadamente una semana después, se negó a prestar juramento reconociendo la supremacía de la reina en asuntos espirituales y los comisionados lo indujeron a declarar a la reina como cismática. Según la legislación de 1571, esto era alta traición y se castigaba con la muerte. Fue condenado a muerte el 1 de febrero de 1578 y, tras el juicio, fue confinado en un calabozo subterráneo de la Torre de Londres, el Foso de la Torre. Mientras estuvo en prisión, sobrevivió a base de pan y agua y pudo decir misa.
El día de su ejecución se negó a ver a varios ministros protestantes, después de reunirse con miembros de su familia. Fue llevado a Tyburn y se le permitió hablar ante los transeúntes, que eran en su mayoría hostiles en el Londres históricamente protestante. Cuando se le pidió que pidiera perdón a la reina, respondió: «No le pediré perdón, porque nunca la he ofendido». Luego pidió a los católicos de la multitud que oraran con él mientras él recitaba varias oraciones comunes en latín. Fue ahorcado y bajado de la horca vivo, y luego fue descuartizado. Sus últimas palabras fueron «Perdono a la reina y a todos los autores de mi muerte».
Fue beatificado el 29 de diciembre de 1886 por el Papa León XIII.